# Antônio Carlos Jobim
Antônio Carlos Brasileiro de Almeida Jobim, znany również jako Tom Jobim (ur. 25 stycznia 1927 w Rio de Janeiro, zm. 8 grudnia 1994 w Nowym Jorku) – brazylijski muzyk, kompozytor, aranżer, wokalista oraz jeden z twórców stylu bossa nova.

## Życiorys

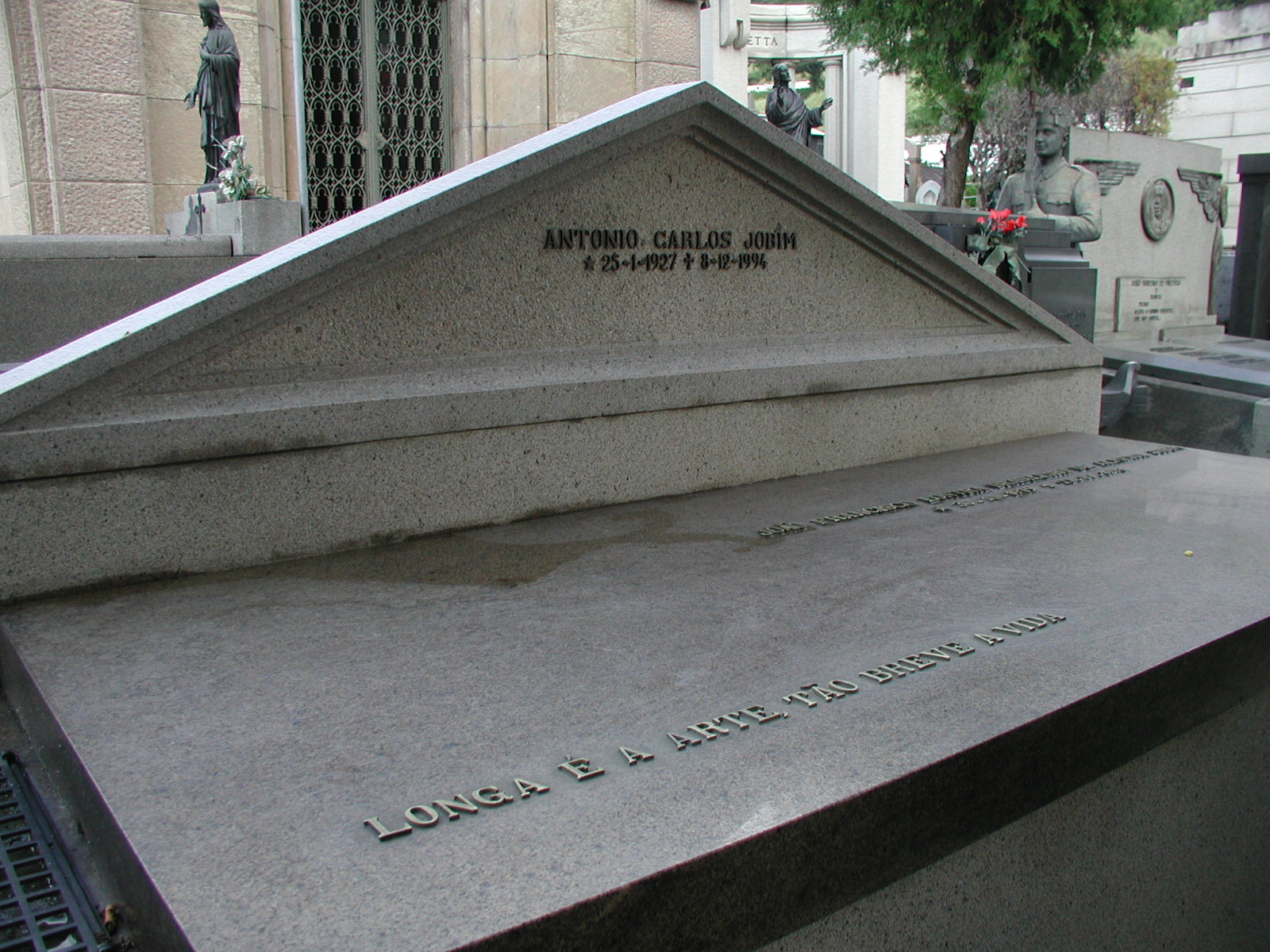
Grób Toma Jobima

Karierę rozpoczął od gry na fortepianie w małych lokalach i nocnych klubach.
Pod koniec lat 50. wypromował João Gilberto, wraz z nim tworząc nowy styl w brazylijskiej muzyce, bossa novę. W roku 1959 Tom Jobim razem z Luizem Bonfá skomponował muzykę do filmu Czarny Orfeusz Marcela Camusa, w tym jeden z bardziej znanych standardów gatunku "A Felicidade". Wydana w roku 1959 płyta João Gilberto Chega de Saudade osiągnęła zaskakujący komercyjny sukces i na stałe weszła do kanonu nowego stylu.
Wkrótce bossa nova, z początku modna tylko w Brazylii, zyskała popularność w Stanach Zjednoczonych, głównie dzięki kompozycjom Jobima w wykonaniu Stana Getza i Charlie Byrda. Nowy styl, a wraz z nim sława Jobima, rozprzestrzenił się w obu Amerykach, czego dowodem były nagrania i koncerty brazylijskiego kompozytora z ówczesnymi jazzmanami, m.in. Dizzym Gillespiem.
Muzyka stworzona przez Jobima stała się inspiracją dla wielu artystów, nie tylko z kręgu jazzu. Z jego kompozycji korzystali również, m.in., Astrud Gilberto, Frank Sinatra, Ella Fitzgerald, Oscar Peterson, Herbie Hancock, Chick Corea, Toots Thielemans, Tony Bennett, Rosemary Clooney, Diana Krall, Jane Monheit, jak również Sting i George Michael.
Jego imieniem nazwano jeden z portów lotniczych w Rio de Janeiro – Port Lotniczy Galeão.

## Wybrane utwory
- Águas de Março (ang. Waters of March)
- The Girl from Ipanema (port. Garota de Ipanema)

## Wybrana dyskografia
- Black Orpheus (1959) (muzyka filmowa)
- Um encontro no Au bon gourmet (1962)
- Getz/Gilberto (1963)
- Getz/Gilberto Vol. 2 (1964)
- The Composer of Desafinado, Plays (1963)
- The Wonderful World of Antonio Carlos Jobim (1964)
- The Swinger from Rio (1965)
- Love, Strings and Jobim (1966)
- Wave (1967)
- A Certain Mr. Jobim (1967)
- Francis Albert Sinatra & Antonio Carlos Jobim (1967)
- Stone Flower (1970)
- Tide (1970)
- Sinatra & Company (1971)
- Jobim (1972)
- Look to the Sky (1972)
- Matita Pere (1972)
- Elis & Tom (1974)
- Urubu (1976)
- Miúcha & Antonio Carlos Jobim – vol. 1 (1977)
- Gravado ao vivo no Canecão (1977)
- Miucha & Tom Jobim – vol. II (1979)
- Sinatra-Jobim Sessions (1979)
- Terra Brasilis (1980)
- Edu & Tom (1981)
- em minas ao vivo (1981)
- Gabriela (1983)
- Passarim (1987)
- Inédito (1987)
- Echoes of Rio (1989)
- Tom Canta Vinicius: Ao Vivo (1990)
- Antonio Carlos Jobim and Friends (1993)
- Miúcha e Tom Jobim (1994)
- Duets II (1994)
- Antonio Brasileiro (1994, wydany pośmiertnie)